# Палаццо Якопо да Брешиа
Палаццо Якопо да Брешиа — ныне не существующий дворец в стиле архитектуры Возрождения в Риме, в Италии, который располагался в районе Борго.
Дворец был возведён для Якопо (также известного как Джакомо ди Бартоломео) да Брешиа, врача на службе у папы Льва X, между 1515 и 1519 годами. Его проектирование приписывается Рафаэлю и оно было основано на дизайне близлежащего Палаццо Каприни (также снесённого) работы Донато Браманте. Дворец, который имел в основе треугольную форму, стоял на слиянии улиц Борго-Нуово и Борго-Сан-Анжело. Палаццо был снесён в результате реализации плана по строительству Виа делла Кончилиационе в 1936 году и перестроен  (с другим основанием) вдоль Виа деи Корридори.